# NGC 1397
NGC 1397 je galaksija u zviježđu Eridan.

## Vanjske poveznice
- SEDS: NGC 1397